# 傑克斯里夫 (紐約州)
傑克斯里夫（英語：Jack's Reef）是位於美國紐約州奧農達加縣的非建制地區。

## 歷史
傑克斯里夫的郵局於1832年設立，其後於1901年停運。

## 地理
傑克斯里夫所處的海拔為高於海平面120米（即394英呎），而該地所採用的時區為UTC-5，即北美东部时区（EST）。同時該地設有夏令時間，為UTC-5調快一小時，即UTC-4（EDT）。